# 2019年ヴァルテッリーナデフリンピックの日本選手団
2019年ヴァルテッリーナデフリンピックの日本選手団（ - にほんせんしゅだん）は、2019年12月12日から12月21日まで開催された第19回冬季デフリンピック競技大会における日本選手団の名簿。
今大会ではメダル無獲得に終わった。

## 概要

### 選手団
- 団長：小椋武夫（一般財団法人全日本ろうあ連盟（JFD）スポーツ委員長、一般社団法人山梨県聴覚障害者協会）
- 総監督：倉野直紀（一般財団法人全日本ろうあ連盟（JFD）理事、一般社団法人三重県聴覚障害者協会、三重県聴覚障害者支援センター）

## メダル獲得者
| メダル | 選手名 | 競技 | 種目 |
| ------ | ------ | ---- | ---- |
| 金     |        |      |      |
| 銀     |        |      |      |
| 銅     |        |      |      |

## 種目別選手・スタッフ名簿

### アルペンスキー
男子
- 中村晃大（松川村役場）
- 北城大地（弘前航空電子株式会社）

女子
- 吉田絢音（横浜市役所）

監督
- 田中照也（ネオアクシス株式会社）

コーチ
- 上野英孝（知内町教育委員会）

トレーナー
- 川﨑純（四條畷学園大学）

### スノーボード
男子
- 岡村大晃（東京都立中央ろう学校） - アルペンスノーボード
- 奥田和夫（パナソニック株式会社） - スノーボードフリースタイル（監督兼務）
- 花島大輔（キヤノン株式会社） - スノーボードフリースタイル
- 小野田瑛次（株式会社ダイキンサンライズ摂津） - スノーボードフリースタイル
- 岡本信彦（株式会社LAVA International） - スノーボードフリースタイル

女子
- 花島良子（株式会社オー・エル・エム） - スノーボードフリースタイル
- 奥田恵理子（キヤノンファインテックニスカ株式会社） - スノーボードフリースタイル

監督
- 笠井彰子（笑おう舎） - アルペンスノーボード

コーチ
- 野藤優貴（有限会社パイオニアモス） - アルペンスノーボード
- 小島敬雄（株式会社アオ） - スノーボードフリースタイル
- 南雲利仁（株式会社アオ） - スノーボードフリースタイル

トレーナー
- 大橋一麻（全日本ウィンタースポーツ専門学校） - スノーボードフリースタイル

アスレティックトレーナー
- 津賀裕喜（帝京平成大学） - アルペンスノーボード

手話通訳
- 高桐尊史（公益社団法人東京聴覚障害者総合支援機構東京都聴覚障害者連盟） - アルペンスノーボード

### カーリング
男子
- 荒谷淳一（有限会社乙供塗装店）
- 荒谷飛翔（株式会社デンソー西尾製作所）
- 米田義光（社会福祉法人青森市社会福祉協議会）
- 中村鉄哉（アンデス電気株式会社）
- 松橋要（株式会社日立ソリューションズ・クリエイト）

監督
- 竹川寿美子（国家公務員共済組合連合会虎の門病院分院）

コーチ
- 石田順一（株式会社イシダスポーツ）

トレーナー
- 宮原麻衣子（埼玉医科大学病院）

手話通訳
- 砂田武志（公益社団法人東京聴覚障害者総合支援機構東京都聴覚障害者連盟）

## 選手団本部役員
本部役員（2019年11月4日現在）
| 役職                     | 氏名       | 所属団体                                                       | 備考 |
| ------------------------ | ---------- | -------------------------------------------------------------- | ---- |
| 団長                     | 小椋武夫   | 一般財団法人全日本ろうあ連盟 一般社団法人山梨県聴覚障害者協会  |      |
| 総監督                   | 粟野達人   | 公益社団法人東京聴覚障害者総合支援機構東京都聴覚障害者連盟     |      |
| 総務担当                 | 倉野直紀   | 一般社団法人三重県聴覚障害者協会 三重県聴覚障害者支援センター  |      |
| 総務担当                 | 中西潤     | 一般社団法人埼玉県聴覚障害者協会 一般財団法人全日本ろうあ連盟  |      |
| 手話通訳                 | 森本行雄   | 社会福祉法人東京愛育苑金町学園                                 |      |
| 手話通訳                 | 黒石恵理子 | 静岡市駿河区役所駿河福祉事務所                                 |      |
| 手話通訳                 | 竹腰由香里 | 株式会社エルアイ武田                                           |      |
| 広報                     | 狩野功     | 一般社団法人埼玉県聴覚障害者協会 株式会社本田技術研究所        |      |
| 広報                     | 加瀬大介   | キャピタル・パートナーズ証券株式会社                           |      |
| 事務局                   | 梅澤仁士   | 一般財団法人全日本ろうあ連盟                                   |      |
| 事務局                   | 加茂下和子 | 一般財団法人全日本ろうあ連盟                                   |      |
| 医師                     | 清水雅樹   | あさくらスポーツリハビリテーションクリニック                   |      |
| 医師                     | 楠目信三   | 箱根リハビリテーション病院                                     |      |
| 看護師                   | 篠崎菜穂子 | 国立障害者リハビリテーションセンター病院                       |      |
| アスレティックトレーナー | 砂川あゆ未 | アリエス整骨院恵比寿                                           |      |
| 輸送                     | 林孝雄     | 株式会社グロリアツアーズ                                       |      |
| 輸送                     | 内田美春   | 公益財団法人東京オリンピック・パラリンピック競技大会組織委員会 |      |
| 輸送                     | 佐藤順     | 株式会社グロリアツアーズ                                       |      |